# Радече
Радече (словен. Radeče) — поселення в общині Радече, Савинський регіон, Словенія. Висота над рівнем моря: 203 м.